# 5-HT2-рецептор
Рецепторы 5-HT2 — подсемейство серотониновых рецепторов, то есть рецепторов, которые связываются с эндогенным нейромедиатором серотонином (5-гидрокситриптамином, 5-HT).
Подсемейство рецепторов 5-HT2 состоит из трёх разновидностей рецепторов, связанных с G-белком (метаботропных), которые связаны с белком Gq/G11 и медиируют возбуждающую нейротрансмиссию,. Это подтипы рецепторов 5-HT2A, 5-HT2B и 5-HT2C. Для более детальной информации смотрите соответствующие статьи по подтипам рецепторов: